# Saint-Tropez interdit
Pour plus de détails, voir Fiche technique et Distribution.
Saint-Tropez interdit est un film français réalisé par José Bénazéraf et Georges Cachoux, sorti en 1985.

## Fiche technique
- Titre : Saint-Tropez interdit
- Réalisation : José Bénazéraf et Georges Cachoux
- Photographie : Roger Froger et Max Monteillet
- Musique : Romuald et Gilles Tinayre
- Montage : Gérard Le Du
- Production : Isa Films - Thanatos
- Pays d'origine :  France
- Durée : 67 minutes
- Date de sortie : France - 7 août 1985

## Distribution
- Georges Cachoux : le campeur
- Véronique Catanzaro
- Jackie Cellier
- Jacques Nivelle
- André-Richard Volnievny
- José Bénazéraf (voix)